# Lista stadionów piłkarskich na Grenlandii
Lista stadionów piłkarskich na Grenlandii składa się z obiektów w miastach i osadach na Grenlandii, których przedstawiciele występowali w XXI wieku w eliminacjach regionalnych lub rundach finałowych Mistrzostw Grenlandii.
| Nazwa stadionu            | Miasto / osada    | Drużyny                                      | Pojemność | Zdjęcie |
| ------------------------- | ----------------- | -------------------------------------------- | --------- | ------- |
| Nuuk Stadion              | Nuuk              | reprezentacja, ATA, B-67, GSS, N-48, Nuuk IL | 2000      |         |
| Aasiaat Stadion           | Aasiaat           | Tupilak-41, A-69                             |           |         |
| Alluitsup Paa Stadion     | Alluitsup Paa     |                                              |           |         |
| Arsuk Stadion             | Arsuk             | Arsuk                                        |           |         |
| Atammik Stadion           | Atammik           |                                              |           |         |
| Eqalugaarsuit Stadion     | Eqalugaarsuit     |                                              |           |         |
| Ilulissat Stadion         | Ilulissat         | I-69, N-48                                   |           |         |
| Ittoqqortoormiit Stadion  | Ittoqqortoormiit  |                                              |           |         |
| Kangaamiut Stadion        | Kangaamiut        | KT-85                                        |           |         |
| Kangaatsiaq Stadion       | Kangaatsiaq       | Ippernaq-53, KB-84                           |           |         |
| Maniitsoq Stadion         | Maniitsoq         | Kâgssassuk, Aqissiaq                         |           |         |
| Nanortalik Stadion        | Nanortalik        | S-43                                         |           |         |
| Napasoq Stadion           | Napasoq           |                                              |           |         |
| Narsarmijit Stadion       | Narsarmijit       | K-1944                                       |           |         |
| Narsarsuaq Stadion        | Narsarsuaq        |                                              |           |         |
| Narsaq Stadion            | Narsaq            | N-85                                         |           |         |
| Paamiut Stadion           | Paamiut           | N-45                                         |           |         |
| Qaqortoq Stadion          | Qaqortoq          | K-33                                         |           |         |
| Qasigiannguit Stadion     | Qasigiannguit     | K-45, CIF-70                                 |           |         |
| Qeqertarsuaq Stadion      | Qeqertarsuaq      | D-76                                         |           |         |
| Qeqertarsuatsiaat Stadion | Qeqertarsuatsiaat |                                              |           |         |
| Saqqaq Stadion            | Saqqaq            |                                              |           |         |
| Sisimiut Stadion          | Sisimiut          | S-68, SAK                                    |           |         |
| Tasiilaq Stadion          | Tasiilaq          | ATA-60                                       | 500       |         |
| Tasiusaq Stadion          | Tasiusaq          | Egaluk-54                                    |           |         |
| Uummannaq Stadion         | Uummannaq         | FCM, UB-68                                   |           |         |